# Mattlusern
Mattlusern (Medicago littoralis) är en ärtväxtart som beskrevs av Jean Loiseleur-Deslongchamps. Enligt Catalogue of Life ingår Mattlusern i släktet luserner och familjen ärtväxter, men enligt Dyntaxa är tillhörigheten istället släktet luserner och familjen ärtväxter. Arten förekommer tillfälligt i Sverige, men reproducerar sig inte. Inga underarter finns listade i Catalogue of Life.

## Bildgalleri

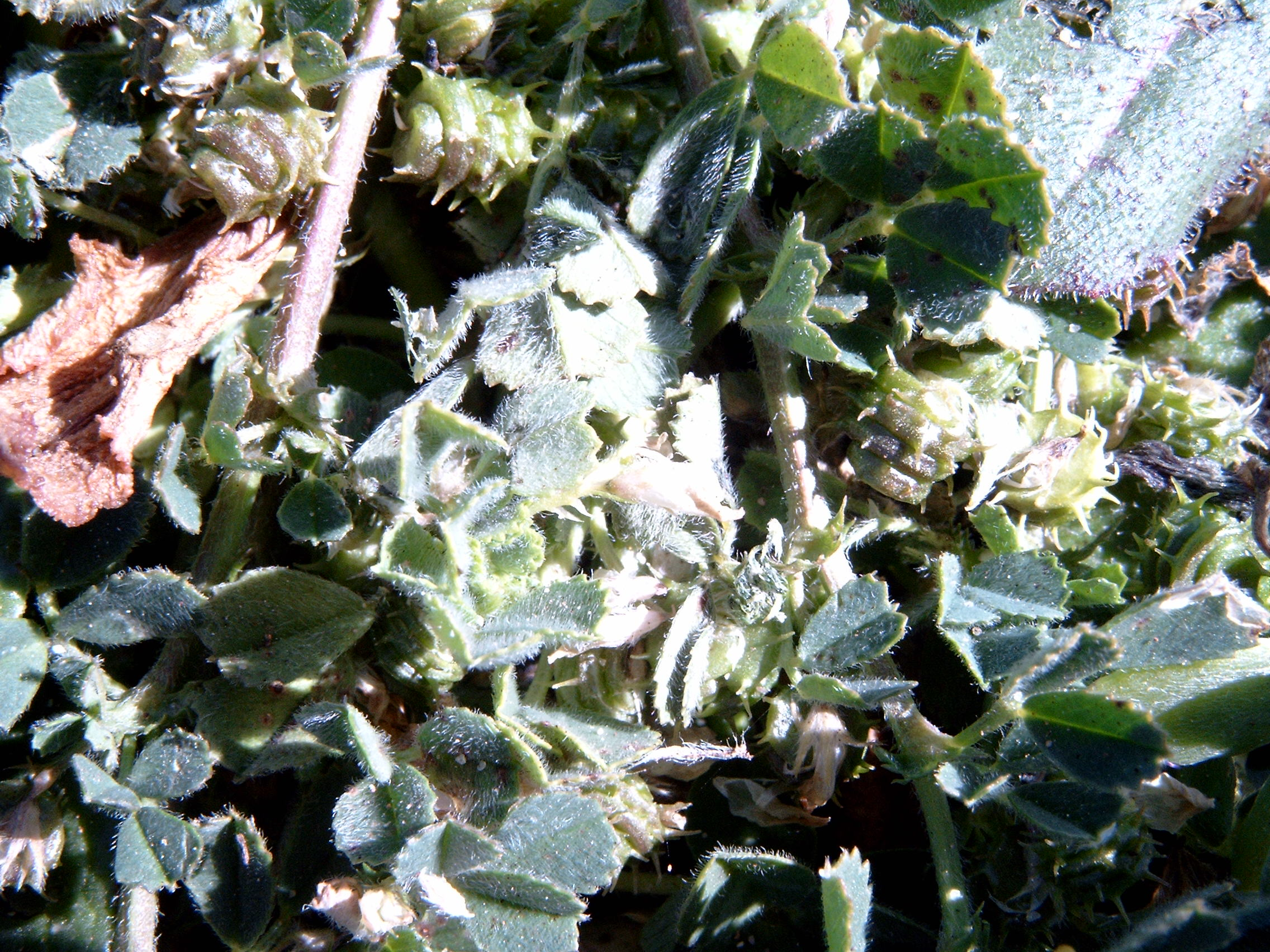
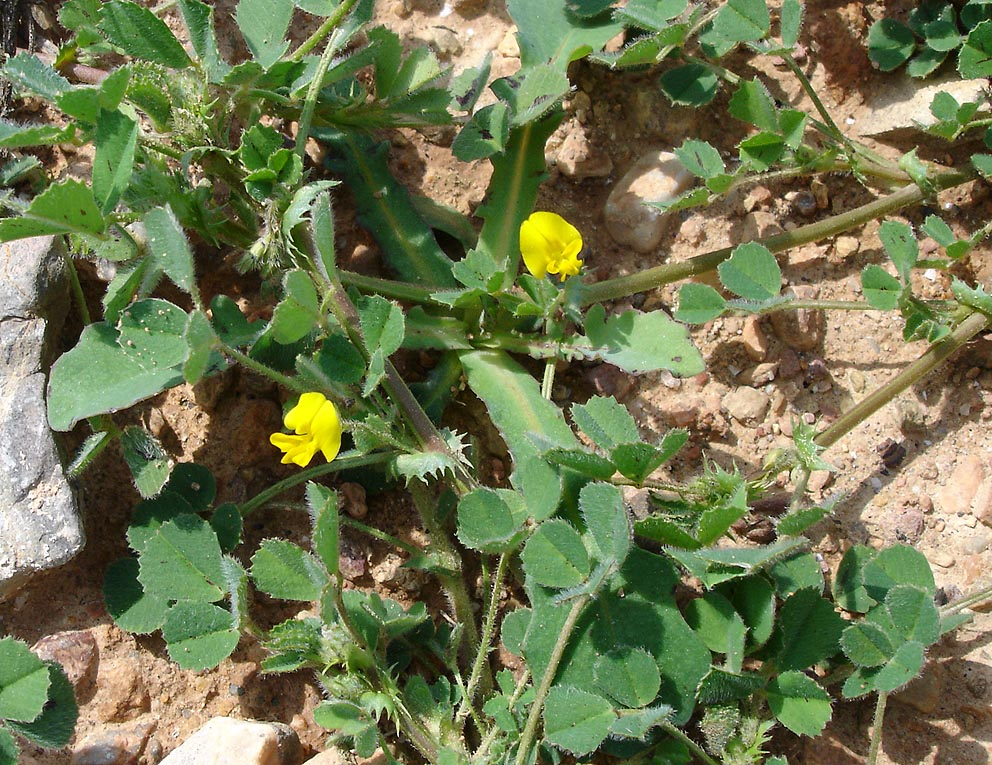
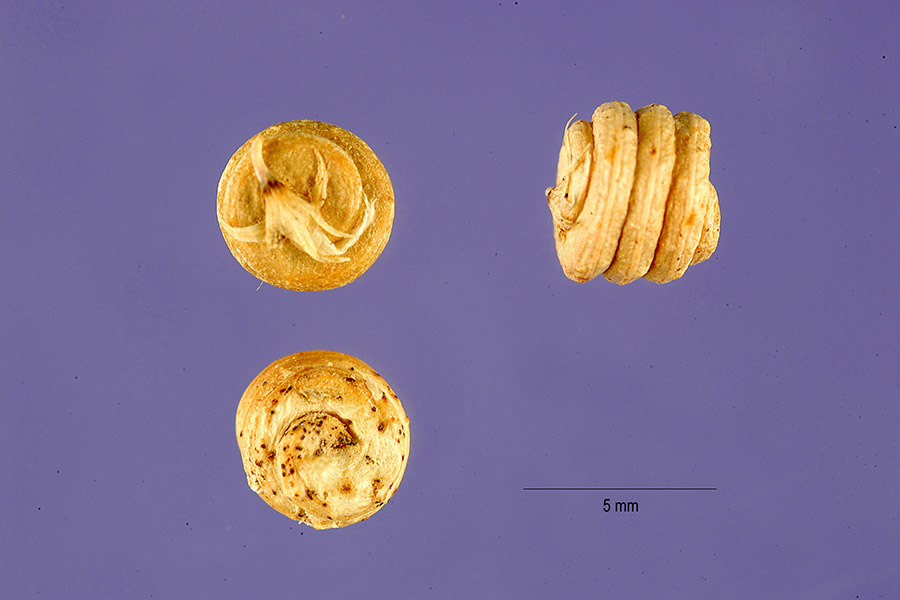
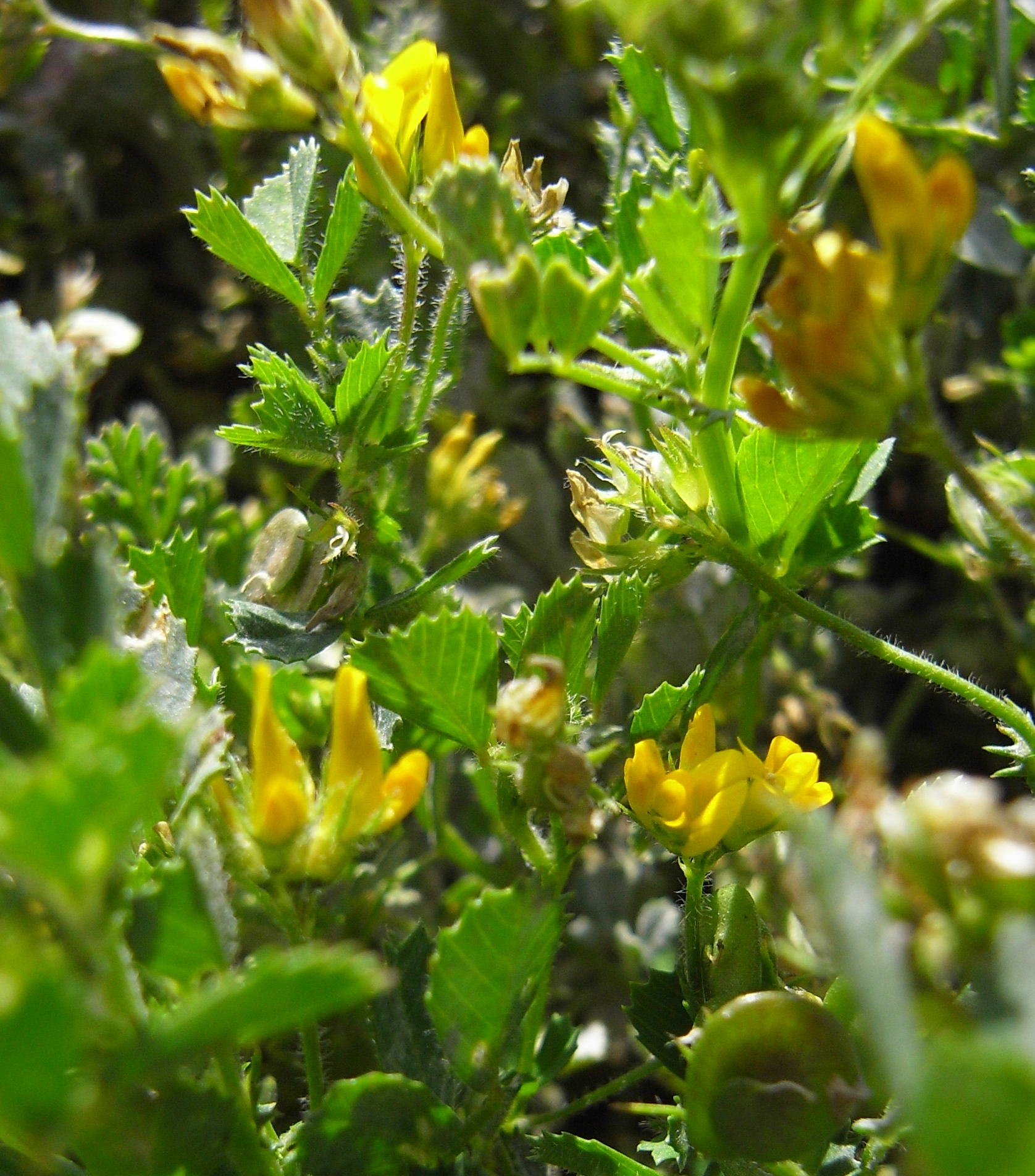